# 波斯尼亚和黑塞哥维那议会
波斯尼亚和黑塞哥维那议会是波斯尼亚和黑塞哥维那的最高立法机构，由民族院与代表院组成。
- 波斯尼亚和黑塞哥维那民族院有15个席位，由三个政治实体的议会任命。
- 波斯尼亚和黑塞哥维那代表院有42个席位，任期四年，由比例代表制选出。

其前身为一院制的波斯尼亚和黑塞哥维那人民议会。

## 职责
- 制定必要的法律，执行主席的决定，或履行宪法规定的职责。
- 决定波斯尼亚和黑塞哥维那境内机构和波斯尼亚和黑塞哥维那国际义务的收入来源和数额。
- 批准波斯尼亚和黑塞哥维那机构的预算。
- 决定批准条约和协定。
- 其他如有必要履行其职责的事项由各实体的相互协商达成。

波斯尼亚和黑塞哥维那在2001年之前没有成文的《选举法》。在2001年之前，一个法律草案规定了波黑及其政治实体的立法机构。最终波黑《选举法》在2001年9月通过并公布。

## 民族院
波斯尼亚和黑塞哥维那民族院由15名代表组成，任期两年。三分之二的代表来自波黑联邦（5位波什尼亚克人代表和5位克罗地亚人代表），5位代表来自塞族共和国。法定开会人数为9人，规定每个实体至少有三名代表出席。

## 代表院
波斯尼亚和黑塞哥维那代表院由42名代表组成，法定开会人数为22人，依据比例代表制选出了四年任期的议会。三分之二的代表来自波黑联邦（14位波什尼亚克人代表和14位克罗地亚人代表），三分之一的代表来自塞族共和国。